# Pegasus Fantasy
«Pegasus Fantasy» (en japonés: ペガサス幻想（ファンタジー）Pegasasu Fantajī) es la canción más exitosa banda de rock japonesa MAKE-UP. Fue compuesta por Hiroaki Matsuzawa y lanzada el 21 de octubre de 1986.
Pegasus Fantasy es principalmente conocida por ser utilizada como el primer tema musical de la serie anime Saint Seiya para los primeros setenta y tres episodios. Más tarde la canción fue reemplazada por «Soldier Dream», interpretada por Hironobu Kageyama

## Versiones
En 2012, se creó una nueva versión de la canción para el anime Saint Seiya Ω, titulada «Pegasus Fantasy (versión Omega)» que cuenta con la participación de la cantante Shoko Nakagawa como un invitado especial (voz).
En Brasil, la canción es interpretada por Edu Falaschi. Fue tan exitoso que el Rock in Rio 2013, el cantante se vio obligado a cantar la canción después de las peticiones de los aficionados.